# Fuduntu
Fuduntu (o Fuduntu Linux) fu una distribuzione basata su Fedora, unendovi alcune caratteristiche di Ubuntu (da cui il nome).

## Esordio e interruzione
Dopo il rilascio di Fedora 14, ai primi di novembre 2011, Fuduntu divenne una distribuzione indipendente e non più considerata una "remix" di Fedora. Non si qualificò mai come spin data la presenza di pacchetti non inclusi in Fedora.
In una riunione del 14 aprile 2013 si decise di interromperne lo sviluppo, in favore del progetto Cloverleaf.

## Cloverleaf
Il 28 aprile 2013 il sito informò ufficialmente del termine del progetto, invitando gli utenti a valutare il passaggio al progetto Cloverleaf, distribuzione basata invece su openSUSE.
Il 25 settembre, il team di sviluppo decise altresì di smettere di sviluppare Cloverleaf a causa della mancanza di manodopera, nonché a causa di perdite di immagine e altre questioni riguardanti il codice sorgente di KDE aggiornato al leggero ambiente desktop Klyde che avrebbe dovuto essere l'ambiente desktop predefinito di Cloverleaf. Più tardi anche il blog ufficiale non fu più raggiungibile.

## Caratteristiche
Fuduntu e Cloverleaf furono originariamente sviluppati per l'ASUS Eee PC e altri netbook, con alcune modifiche per ridurre il consumo energetico. Tra queste, le directory /tmp, /var e /log furono spostate in RAM, e il parametro swappiness del kernel Linux fu ridotto a 10, valore che riduce la frequenza del disco di spin-up.
Fuduntu includeva l'applet Giove, gestore dell'alimentazione, per una facile regolazione delle impostazioni delle prestazioni di CPU, uscita dello schermo, risoluzione, ecc.

### Parco software
Alcuni dei pacchetti predefiniti erano Nautilus, Elementary, Adobe Flash, MP3 Codec, VLC media player, Infinality Freetype, LibreOffice e l'editor di testo nano.
Il desktop environment era GNOME. Il tema di icone utilizzato era Faenza Cupertino. Presenta la caratteristica piazza di Faenza.